# Joram av Juda
Joram var kung i Juda rike och regerade i 8 år i Jerusalem, ca 849-841 f.Kr. Han efterträddes av sin son Achasja.